# Mesophylax skalskii
Mesophylax skalskii är en nattsländeart som beskrevs av Malicky 1997. Mesophylax skalskii ingår i släktet Mesophylax och familjen husmasknattsländor. Inga underarter finns listade i Catalogue of Life.